# Mary Carroll
Mary Carroll, född 1950,  är en australiensisk översättningsvetare specialiserad inom medieöversättning. Hon arbetar även som konsult och lärare inom området för översättning och undertextning och har bidragit till översättningsvetenskapen genom publikationer som t.ex. Subtitling (Transedit, 1998), skriven tillsammans med Jan Ivarsson.
Carroll är medlem i sammanslutningen European Association for Studies in Screen Translation (ESIST), German Federal Association of Interpreters and Translators (BDÜ), kommittén för den internationella konferensen Language and the Media, samt Transmedia Research Group. Hon har även en magisterexamen i medling och konflikthantering och mellan 2013 och 2017 arbetade hon som verkställande direktör på MiKK, en icke-statlig organisation specialiserad på medling i ärenden om internationella bortföranden och kvarhållanden av barn.  Idag forskar hon främst kring medieöversättning samt tvåspråkig medling och tolkning. År 2013 var hon med och lanserade den internationella konferensserien InDialog. Året innan fick hon Jan Ivarsson-priset för ovärderliga insatser för medieöversättning. Carroll drev under många år medieöversättningsföretaget TitelBild i Hamburg.